# 妙典寺 (福岡市)
妙典寺（みょうてんじ）は、福岡県福岡市博多区にある日蓮宗の寺院。山号は瑞祥松林山。本尊は十界曼荼羅。旧本山は京都本法寺。親師法縁。

## 歴史
1381年（永禄元年）日円の開山により筑後国柳川に創建されたのに始まると伝えられる。慶長年間（1596年 - 1615年）立花宗茂家臣の薦野増時によって現在地に移された。1603年（慶長8年）には、京都妙覚寺の僧日忠がこの寺でキリスト教徒イルマン旧沢や安都と宗論を行った。この宗論は博多の別名にちなんで「石城問答」と呼ばれる。宗論に勝った日忠に対して、黒田長政は没収したキリスト教会の土地を付与し、勝立寺を建立させた。
本堂は1785年（天明5年）に再建されたもの。1945年（昭和20年）福岡大空襲では焼失を免れた。

## 旧末寺
日蓮宗は昭和16年（1941年）に本末を解体したため、現在では、旧本山、旧末寺と呼びならわしている。
- 発星山妙圓寺（福津市西福間）
- 得船結社（福岡市博多区千代）妙典寺別院

## 所在地
- 福岡県福岡市博多区中呉服町9-12